# Manoir de Blanche de Castille
Le manoir de Blanche de Castille est une demeure de la fin du XVe ou du début du XVIe siècle qui se dresse sur le territoire de la commune française de L'Hôtellerie, dans le département du Calvados, en région Normandie. L'édifice est partiellement inscrit au titre des monuments historiques.

## Localisation
Le manoir est situé au bord de la route départementale 613, à côté de l'église Saint-Nicolas de L'Hôtellerie, dans le département français du Calvados.

## Historique
Selon une tradition locale, la reine Blanche de Castille, pendant la minorité de Saint Louis, aurait mis au monde près de cet endroit un garçon mort au berceau et aurait en souvenir fait édifier une chapelle ou une léproserie, d'où le nom de L'Hôtellerie,. Le manoir actuel date de la fin du XVe ou du début du XVIe siècle.
Au XXIe siècle, le bâtiment est occupé par une auberge.

## Description
Appelé communément manoir, l'édifice est une maison à pans de bois. L'étage est à encorbellement et un écusson sculpté sur le poteau d'huisserie porte l'inscription « Vive le Roy »,.

## Protection
La façade est inscrite au titre des monuments historiques par arrêté du 19 janvier 1927.